# Kroatische Eishockeyliga 2012/13
Die Saison 2012/13 war die 22. Spielzeit der kroatischen Eishockeyliga, der höchsten kroatischen Eishockeyspielklasse. Es nahmen vier Mannschaften teil, Meister wurde KHL Medveščak Zagreb II.

## Teilnehmer und Modus
Neben den vier kroatischen Teilnehmern des Vorjahres nahm neu eine Mannschaft aus Slowenien teil, der HDK Maribor. Nach der ersten Runde mit zwölf Spielen waren nur noch kroatische Teilnehmer zugelassen, so dass der KHL Sisak Maribor in der zweiten Runde mit sechs Spielen je Mannschaft ersetzte. Zudem gab es nach Platzierung gestaffelte Bonuspunkte für die Teilnehmer der ersten Runde. Alle vier Teilnehmer der zweiten Runde qualifizierten sich für die Play-offs um die kroatische Meisterschaft.

## Hauptrunde

### Erste Runde
| Pl. |                         | Sp | S  | OTS | OTN | N | Tore  | Punkte |
| 1.  | HDK Maribor             | 12 | 11 | 0   | 0   | 1 | 86:24 | 33     |
| 2.  | KHL Mladost Zagreb      | 12 | 6  | 0   | 2   | 4 | 62:57 | 20     |
| 3.  | KHL Medveščak Zagreb II | 12 | 3  | 1   | 0   | 8 | 41:71 | 11     |
| 4.  | KHL Zagreb              | 12 | 2  | 1   | 0   | 9 | 41:78 | 8      |

Abkürzungen: Pl. = Platz, Sp = Spiele, S = Siege, OTS = Siege nach Verlängerung (Overtime), OTN = Niederlagen nach Verlängerung, N = Niederlagen

### Zweite Runde
| Pl. |                         | Sp | S | OTS | OTN | N | Tore  | Punkte | Bonus |
| 1.  | KHL Medveščak Zagreb II | 6  | 5 | 0   | 0   | 1 | 35:18 | 19     | 4     |
| 2.  | KHL Mladost Zagreb      | 6  | 4 | 0   | 0   | 2 | 53:31 | 18     | 6     |
| 3.  | KHL Zagreb              | 6  | 3 | 0   | 0   | 3 | 32:36 | 11     | 2     |
| 4.  | KHL Sisak               | 6  | 0 | 0   | 0   | 6 | 22:57 | 0      | –     |

## Play-offs

### Halbfinale
- KHL Mladost Zagreb – KHL Zagreb 2:0 (7:3, 11:2)
- KHL Medveščak Zagreb II – KHL Sisak 2:0 (5:0 Wertung, 5:0 Wertung)

### Finale
- KHL Medveščak Zagreb II – KHL Mladost Zagreb 3:2 (6:5, 3:8, 3:8, 5:3, 7:3)

## Auszeichnungen
- Bester Torhüter: Tihomir Filipec (KHL Medveščak Zagreb II)
- Topscorer: Tomislav Čunko (KHL Mladost Zagreb), 47 Scorerpunkte
- Wertvollster Spieler: Tomislav Čunko (KHL Mladost Zagreb)